# ريتشارد ريتش
ريتشارد ريتش (بالإنجليزية: Richard Rich)‏ هو كاتب سيناريو ورسام رسوم متحركة ومخرج رسوم متحركة ومخرج أمريكي، ولد في 21 يوليو 1951 في لونغ بيتش في الولايات المتحدة.

## وصلات خارجية
- ريتشارد ريتش على موقع IMDb (الإنجليزية)
- ريتشارد ريتش على موقع ألو سيني (الفرنسية)
- ريتشارد ريتش على موقع أول موفي (الإنجليزية)
- ريتشارد ريتش على موقع قاعدة بيانات الأفلام السويدية (السويدية)
- ريتشارد ريتش على موقع قاعدة بيانات الفيلم (الإنجليزية)
- ريتشارد ريتش على موقع كينوبويسك (الروسية)